# Marsupidium abbreviatum
Marsupidium abbreviatum là một loài rêu tản trong họ Acrobolbaceae. Loài này được (Hook. f. & Taylor) Stephani miêu tả khoa học lần đầu tiên năm 1908.